# Rutgers Scarlet Knights

Rutgers Universitys logotyp för idrottslag.

Rutgers Scarlet Knights är det namn idrottare och sportlag spelar som representerar Rutgers University spelar under.